# Брум, Генри, 1-й барон Брум и Вокс
Генри Брум, 1-й барон Брум и Вокс (англ. Henry Peter Brougham, 1st Baron Brougham and Vaux; 19 сентября 1778 — 7 мая 1868) — британский государственный деятель и оратор, в 1830—1834 годах — лорд-канцлер. Известен своим активным участием в проведении избирательной реформы 1832 года, которая увеличила число представителей промышленной буржуазии в британском парламенте.
Член Лондонского королевского общества (1803), иностранный член французской Академии моральных и политических наук (1833).

## Биография
Родился в графстве Уэстморленд; первоначальное образование получил под руководством своего дяди, историка Робертсона; с 1793 года учился в Эдинбурге, где в то время шотландская образованность достигла высшего своего развития. Брум рано обратил на себя внимание некоторыми физическими и математическими работами, которые на 22-м году жизни доставили ему место в Королевском обществе наук; в то же время путём практических упражнений и изучения древних образцов готовил себя к карьере оратора и политика и с 1800 года, после путешествий по континенту, выступил в качестве публициста. Его сочинение «An inquiry into the colonial policy of the European powers» (2 тома, Эдинбург, 1803), в котором он особенно выступал против работорговли, даёт блестящее изложение прошедших судеб вопроса и истинно государственный взгляд на задачи современности. Годом раньше (1802 год) он вместе с некоторыми друзьями основал «Edinburgh Review», которое сделалось органом партии вигов, партии, тогда бессильной и невлиятельной из-за внутренних раздоров и личного нерасположения к ней короля. Тем не менее, журнал этот вскоре приобрёл значительное влияние на общественное мнение Англии и стал силой в стране.
Чтобы оценить положение вещей, при котором издатели «Эдинбургского Обозрения» открывали свою деятельность, необходимо вспомнить, что ежедневная пресса находилась тогда ещё в зародыше и что страх перед ужасами Французской революции вызвал ограничения свободы слова и печати; а чтобы обрисовать правильность взглядов издателей этого журнала и его роль в развитии страны, достаточно сказать, что ещё при жизни Брума всё, против чего ратовало «Эдинбургское Обозрение», уступило место иному порядку вещей. Публицистическая деятельность Брума доставила ему широкую известность, и когда он в 1804 году переселился в Лондон, то при всей своей юности он был уже видным лицом в стране. В Лондоне Брум благодаря своему блестящему таланту оратора вскоре занял место между первыми адвокатами столицы; по поручению ливерпульских торговцев он с большой силой, но безуспешно доказывал перед палатой общин неосновательность стеснительных мер, принятых торийским министерством по отношению к торговле нейтральных государств. В 1810 году он вступил в Палату общин и в качестве члена Палаты достиг отмены распоряжений, против которых напросто боролся в качестве адвоката; громадное влияние имели и его речи за отмену работорговли.
С 1812—15 годов Брум, побеждённый на выборах в Ливерпуле Каннингом, не состоял членом палаты, но затем он уже бессменно заседал в палате до самого возведения своего в звание пэра. Всё это время Брум принимал самое деятельное участие в трудах Палаты и заявил себя решительным поборником либеральных идей. В 1816 году он почти без всякой поддержки своей партии выступил против Священного союза и его политики и осуждал приверженность к ней Англии; во внутренних делах Англии реакционная политика правительства находила в нём самого решительного противника. В 1828—29 годах он горячо ратовал за эмансипацию католиков. Особенно много потрудился он за это время на пользу народного просвещения. Хотя не все предложения его по этой части были осуществлены, но всё же он оказал делу народного просвещения в Англии большие услуги: основывал школы для малолетних, образовательные учреждения для ремесленников (Mechanics Institutions), учредил Общество распространения общеполезных сведений (Society for the diffusion of useful knowledge), содействовал открытию Университета в Лондоне (1826 год) и издал своё сочинение «Practical observations upon the education of the people» (Лондон, 1826), которое выдержало более 30 изданий. Деятельное участие принимал он и в агитации в пользу улучшения английского судебного процесса и состоял президентом Law Amendment Society.
В 1830 году, когда пало торийское министерство Веллингтона и граф Грей стал 16 ноября во главе кабинета, Брум был (22 ноября) возведён в достоинство пэра с титулом барона Брум и Во и назначен лордом-канцлером. В этом звании он отстаивал в палате пэров билль реформы и много содействовал его торжеству. В то же время Брум проявил чрезвычайно усиленную и плодотворную деятельность в области реформы английского правосудия и уголовного законодательства; чтобы доставить торжество своим идеям, Брум не остановился и перед значительными личными жертвами, отказавшись от ежегодного содержания в 7000 фунтов стерлингов. Когда виги после короткого перерыва (1834—1835) вернулись к власти, Брум, разошедшийся с вождями своей партии, не был приглашён в число членов кабинета. С тех пор он не примыкал ни к вигам, ни к тори и оставался независимым, но весьма влиятельным членом палаты пэров. Основным своим убеждениям Брум не изменил, но некоторая эксцентричность характера и личное раздражение в связи с честолюбием, нередко вырождавшимся в мелочное тщеславие, зачастую увлекали его в противоречия с самим собой.
Так, он, один из учредителей Лондонского университета, основанного в противовес университетам Оксфорда и Кембриджа, высказался против реформы этих последних. Революцию 1848 года он сначала горячо приветствовал и даже сделал министру юстиции Кремье запрос: может ли он считаться гражданином республики как владелец имения в Южной Франции, где он обыкновенно проводил вакационное в парламенте время; но вскоре изменил свой взгляд и в «Письме к маркизу Ландсдоуну» (1849) в самых резких выражениях осудил Февральскую революцию и её виновников; кроме того, он, горячий противник рабства, всю жизнь со славой боровшийся против этого позорного института, во время Североамериканской междоусобной войны не мог скрыть своих симпатий к южанам; несмотря на это, Брум признавался некоторыми современниками одним из благороднейших государственных деятелей XIX века.
Ещё выше он был оценён как оратор и, в частности, как оратор судебный. Его коронной речью считается речь в защиту королевы Каролины, произнесенная в 1820 году перед палатой пэров, в которой он спас честь женщины и королевы. В искусстве красноречия Брум был одним из первых; более чем кто-либо он может быть назван ритором, выработавшимся на изучении великих образцов древности. Но глубокое изучение ораторов античного мира лишает его речи национальной окраски, его лексикон почти не проникает в самую основу английского языка, в сокровищницу англосаксонских слов, и в самой постройке его фразы отражается римский форум и тога Цицерона.
Собрание речей Брума издано под заглавием «Speeches at the Bar and in Parliament» (4 тома, Эдинбург, 1846). Из сочинений Брума замечательнейшим является его «Political Philosophy» (3 тома, Лондон, 1844), в которой он излагает историю и существо конституций важнейших государств древнего и нового времени. Глава, посвящённая английской конституции и вышедшая отдельным изданием («The British constitution, its history and working», 3-е издание, Лондон, 1868), раскрывает перед нами политическое мировоззрение Брума, по которому высшим критерием всякого политического института является народное благо. Он предвидит и приветствует необходимость дальнейшей демократизации государственных учреждений, обусловливаемой расширением политического образования (которое он отличает от общего школьного образования) и улучшением экономических условий масс, но в то же время он далёк от чисто теоретических построений, не имеющих твёрдой почвы в реальных условиях общественной жизни. Обширное энциклопедическое образование Брума отразилось в его «Sketches of statesmen of the time of George III» (3 тома, Лондон, 1840—1843) и в «Lives of men of letters and science of the time of George III» (3 тома, Лондон, 1845). Менее замечательны его «Dialogues on instinct» (Лондон, 1853). Свои досуги Брум посвящал физическим и математическим изысканиям, которые издал под заглавием «Tracts mathematical and physical» (2 издания, Лондон, 1860). Брум сам предпринял издание своих сочинений под заглавием «Critical, historical and miscellaneous works» (10 томов, Лондон, 1857, и следующее, новое издание, 1872, 11 томов).
Умер в Канне, похоронен на кладбище Гран-Жас. Так как он не оставил мужского потомства, то титул барона Брум и Во перешел к его брату Уильяму. После его смерти вышли его автобиография «Life and times of Lord B.» (3 тома, Лонд., 1871), возбудившая много толков, и новое издание приписываемого ему романа «Albert Lunel» (1872).